# Phyllolabis tjederi
Phyllolabis tjederi är en tvåvingeart som beskrevs av Evgenyi Nikolayevich Savchenko 1967. Phyllolabis tjederi ingår i släktet Phyllolabis och familjen småharkrankar. Inga underarter finns listade i Catalogue of Life.